# 厚木市議会
厚木市議会（あつぎしぎかい）は、神奈川県厚木市の地方議会。

## 概要
- 定数：28人
- 任期：4年
- 選挙区：区全体を1選挙区とする大選挙区制（単記非移譲式）
- 議長：遠藤浩一（公明党）
- 副議長：高橋豊（ネクストあつぎ）

## 運営
厚木市議会は平成27年1月1日にそれまでの年4回開いていた定例会の制度を改め、1月1日から12月31日までの1年間を会期とする通年会期制を導入した。毎年、1月1日になると自動的に会期が新しく始まる。議員改選期については、任期満了日に会期が終了し、改選後30日以内に市長が議会を招集した日から12月31日までが会期となる。

## 会派
| 会派名         | 議員数 | 議員名                                                               | 所属党派                                     | 女性議員数 | 女性議員の比率(%) |
| -------------- | ------ | -------------------------------------------------------------------- | -------------------------------------------- | ---------- | ----------------- |
| ネクストあつぎ | 7      | 神子雅人、瀧口慎太郎、髙橋豊、田口孝男、奈良直史、山口保子、堀江克己 | 自由民主党、無所属                           | 1          | 14.3              |
| 公明党         | 5      | 川口仁、寺岡まゆみ、遠藤浩一、山﨑由枝、白川美作江                   | 公明党                                       | 3          | 60.0              |
| あつぎみらい   | 3      | 渡辺貞夫、松田則康、松本樹影                                         | 自由民主党、無所属                           | 0          | 0.0               |
| あつぎの会     | 3      | 名切文梨、髙田昌慶、高橋伸也                                         | 立憲民主党、無所属                           | 1          | 33.3              |
| 新政あつぎ     | 3      | 髙橋知己、望月真実、髙村真和                                         | 無所属                                       | 1          | 33.3              |
| きずな         | 2      | 石井芳隆、井上武                                                     | 無所属                                       | 0          | 0.0               |
| あつぎ一新     | 2      | 岩崎一弥、小嶋正博                                                   | 厚木新党、日本維新の会（名前の並び順）       | 0          | 0.0               |
| 無会派         | 3      | 髙田浩、栗山香代子、津森英里花                                       | 無所属、日本共産党、無無所属（名前の並び順） | 2          | 66.7              |
| 欠員           | 0      |                                                                      |                                              |            |                   |
| 計             | 28     |                                                                      |                                              | 8          | 28.6              |

（2023年8月1日現在）

## 委員会

### 議会運営委員会
議会運営委員会は、議会の運営をスムーズに行うために、議事の取り扱いや会派間の意見調整を行う委員会である。定数は9名である。

### 常任委員会
常任委員会は、効率よく議案をきめ細かく審議するために、いくつかの専門的な委員会に分かれて、議案や請願、陳情などの審査を行なうための委員会である。 現在、市の執行機関の所管局別に4つの常任委員会が設けられている。委員の任期は１年である
| 委員会名           | 定数 | 所轄事項 |
| ------------------ | ---- | --- |
| 総務企画常任委員会 | 7人  | - 政策部に関する事項 - 総務部に関する事項 - 財務部に関する事項 - 危機管理部に関する事項 - 会計課に関する事項 - 消防本部に関する事項 - 選挙管理委員会に関する事項 - 公平委員会に関する事項 - 監査委員に関する事項 - 固定資産評価審査委員会に関する事項 - 他の常任委員会の所管に属しない事項 |
| 市民福祉常任委員会 | 7人  | - 福祉部に関する事項 - 市民健康部に関する事項 - こども未来部に関する事項 - 市民協働推進部に関する事項 - 市立病院に関する事項 |
| 環境教育常任委員会 | 7人  | - 環境農政部に関する事項 - 河川みどり部に関する事項 - 教育委員会に関する事項 |
| 都市経済常任委員会 | 7人  | - 産業振興部に関する事項 - まちづくり計画部に関する事項 - 道路部に関する事項 - 農業委員会に関する事項 |

### 特別委員会
特別委員会は、特定の事項について詳しく審査する必要がある場合に、議会の議決を経て設置される委員会である。現在、2つの特別委員会が設置されている。
- 中心市街地活性化特別委員会
- 広報広聴特別委員会

## 議員報酬と諸手当
| 役職   | 報酬           | 政務活動費    |
| ------ | -------------- | ------------- |
| 議長   | 月額 566,000円 | 月額 60,000円 |
| 副議長 | 月額 490,000円 | 月額 60,000円 |
| 議員   | 月額 452,000円 | 月額 60,000円 |

## 事件

### 統一教会信者の元自民党市議による暴力事件と逆恨み殺人
1989年には土木建設業の男性(54)を、300万円の報酬で元暴力団組員に依頼し拉致・生き埋めにして殺害したとして元厚木市議の大貫晟司(45)が不法監禁・殺人容疑で逮捕された。元市議は統一教会の2世信者で地主の父が厚木市内の広大な土地を教会に寄付したことで壮夫会長になり、教団内の地位も高いエリート信者（1965年1月時点の日大原理研委員長に「大貫晟司」の名前があるが当人であるかは不明）だった。自民党厚木市議時代に被害者の投書により不祥事が発覚して、市議辞職を余儀なくされて次回の選挙にも落選した。1991年7月には大貫に懲役17年の実刑判決が言い渡された。判決によると事件の2年前に被告が被害者を金属バットで殴る事件を起こし市議を辞職することとなり、これを逆恨みしての犯行であった。